# Río Ribnica
El río Ribnica (en cirílico de Montenegro: Рибница, pronunciado [rîbnit͡sa]) es un pequeño río que atraviesa Podgorica, Montenegro. Es afluente del río Morača, con el que confluye en el centro de la ciudad. Permanece seco principalmente en verano. Podgorica era conocida como "Ribnica" en la Edad Media debido al río. Hoy en día, un área de Podgorica, Vrela Ribnička, debe su nombre a dicho río que atraviesa la zona.